# スティーヴ・マーティン
スティーヴ・マーティン（Steve Martin, 1945年8月14日 - ）は、アメリカ合衆国テキサス州ウェーコ出身のコメディアン、俳優、脚本家、ミュージシャン。『サタデー・ナイト・ライブ』出身。イングランド、スコットランド、アイルランドの血筋を引く。

## 来歴
幼少期にディズニー・ランドの近くへ引っ越し、ランド内のショーを見るうちにショービジネスの世界に憧れるようになる。大学では哲学を専攻していたが、中退してUCLAで脚本の勉強をしながら、ナイトクラブなどに出演し始める。
1969年にTVの脚本でエミー賞を、1977年と1978年にグラミー賞のコメディ・レコード賞を受賞したほか、1977年のアカデミー賞において『ぼんやりウェイター』（The Absent-Minded Waiter）でアカデミー短編賞にノミネートされている。
やがて『サタデー・ナイト・ライブ』に、たびたびゲスト出演するようになり人気が急上昇。ジェリー・ルイスや英国のテレビ番組などの影響を多く受けている。
なんとも表現しがたい「無邪気な笑顔」で独特のリズムの摩訶不思議な身体の動きをし、また途方もない馬鹿げた内容を、やはりニコニコしながらしゃべる。しかし、けっして下品ではなく、非常に知的で洗練された芸である。『サタデー・ナイト・ライブ』で演じた、「エジプト人のダンス」や、ダン・エイクロイドと組んだ「チェコ出身の兄弟」などは、その典型。
出演映画では、初期のカール・ライナー監督作の4作品や、西部劇スターが本物の英雄に間違われて、強盗に襲われるメキシコの村を救う『サボテン・ブラザース』はカルト作となっている。
コメディ畑であるため、映画においてもコミカルな役柄や演技が多いが、『スパニッシュ・プリズナー』『ノボケイン/局部麻酔の罠』『わが街』などでは、シリアスな役柄での演技も披露している。2001年（第73回）・2003年（第75回）・2010年（第82回）開催のアカデミー賞授賞式では司会も務め、2013年の第5回ガバナーズ賞ではアカデミー名誉賞（第86回）が授与された。

## 人物
パブロ・ピカソ、デヴィッド・ホックニー、ロイ・リキテンスタインなど様々なアートをコレクションしていることでも有名。2006年にはエドワード・ホッパーのHotel Window (1955)を$26.8 millionで落札した。関連して、原作・演出・主演を務める戯曲『ラパン・アジールに来たピカソ』（ピカソとアインシュタインが偶然出会うという物語）がある。
近年ではバンジョープレイヤーとしてバンド活動にも熱心である。バンジョーの名手、アール・スクラッグスと交流があり、『アール・スクラッグス・アンド・ヒズ・フレンズ』というバンドでも活躍していたほか、Steve Martin & The Steep Canyon Rangers（スティーヴ・マーティン・アンド・ザ・スティープ・キャニオン・レンジャース）として活動している。
1986年に女優のヴィクトリア・テナントと結婚し1994年に離婚。2007年にライターのアン・ストリングフィールドと再婚した。2012年12月に、実に67歳にして第１子が誕生した。

## その他
ストリートダンスの基本ステップに、彼の独特な動きをもとに作られた、“スティーブマーティン”という名のステップがある。このステップ名は世界共通であり、JDSA（日本ストリートダンス協会）におけるストリートダンス検定（5級）にも登場する。
1996年に行われたゆうばり国際ファンタスティック映画祭に、『花嫁のパパ2』封切りのプロモーションを兼ねて、マーティン・ショートと共にゲストとして来日した。ステージ挨拶では、ショートと以前共演した『サボテン・ブラザース』の劇中歌を披露した。なお、同年の映画祭には小林旭や桃井かおり、チャウ・シンチーらが顔を揃えていた。
2014年8月に盟友のロビン・ウィリアムズが逝去した際には、「ただ呆然としている。人間味あふれ、才能豊かで、純真な心を持つパートナーだった」とツイートした。2018年に公開されたドキュメンタリー『ロビン・ウィリアムズ　笑顔の裏側』（ROBIN WILLIAMS: COME INSIDE MY MIND）では、「ロビンは舞台上では、実に心地良さそうだった。でも、ひとたび舞台を降りると、心を落ち着かせようとしているように僕には見えたよ」と振り返った。
2021年1月17日に、新型コロナウィルスのワクチンを接種。「良いニュースと悪いニュースがある。良いニュースはワクチン接種を受けたこと。悪いニュースは、僕が75歳だから接種したこと。ニューヨークの会場運営はシルクのようにスムーズだったよ。アメリカ陸軍と国家警備隊（「州兵」の誤訳）が完璧に切り盛りしていた。皆ありがとう。サイエンスよ、ありがとう」とツイートした。

## 主な出演作品

### 映画
| 公開年 | 邦題 原題                                                                  | 役名                           | 備考                                       | 吹き替え                                        |
| ------ | -------------------------------------------------------------------------- | ------------------------------ | ------------------------------------------ | ----------------------------------------------- |
| 1979   | マペットの夢みるハリウッド The Muppet Movie                                | カフェのウェイター             | 日本劇場未公開                             | 麦人（LD版） 落合弘治（Disney+版）              |
| 1979   | 天国から落ちた男 The Jerk                                                  | ネヴィン・R・ジョンソン        | 兼脚本 カール・ライナー監督                | （吹き替え版なし）                              |
| 1981   | ペニーズ・フロム・ヘブン Pennies from Heaven                               | アーサー                       | 日本劇場未公開                             | （吹き替え版なし）                              |
| 1982   | スティーブ・マーティンの四つ数えろ Dead Men Don't Wear Plaid               | リグビー                       | カール・ライナー監督 日本劇場未公開        | （吹き替え版なし）                              |
| 1983   | 2つの頭脳を持つ男 The Man with Two Brains                                  | マイケル・ハフハール           | 兼脚本 カール・ライナー監督 日本劇場未公開 | （吹き替え版なし）                              |
| 1984   | スティーブ・マーティンのロンリー・ガイ The Lonely Guy                      | ラリー                         | 日本劇場未公開                             | 堀秀行                                          |
| 1984   | オール・オブ・ミー/突然半身が女に! All of Me                               | ロジャー・コブ                 | カール・ライナー監督 日本劇場未公開        |                                                 |
| 1985   | 映画の作り方教えます Movers & Shakers                                      | Fabio Longio                   | カメオ出演 日本劇場未公開                  |                                                 |
| 1986   | サボテン・ブラザース ¡Three Amigos!                                        | ラッキー・デイ                 | 兼脚本・製作総指揮                         | 羽佐間道夫（ソフト版） 田中信夫（テレビ東京版） |
| 1986   | リトルショップ・オブ・ホラーズ Little Shop of Horrors                      | オリン・スクリベロ             |                                            | 玄田哲章                                        |
| 1987   | 愛しのロクサーヌ Roxanne                                                   | C・D                           | 兼脚本・製作総指揮                         | 石田太郎（TBS版） 樋浦勉（機内上映版）          |
| 1987   | 大災難P.T.A. Planes, Trains & Automobiles                                  | ニール・ペイジ                 |                                            | 大竹まこと                                      |
| 1988   | ペテン師とサギ師/だまされてリビエラ Dirty Rotten Scoundrels                | フレディ・ベンソン             |                                            | 安原義人（テレビ東京版）                        |
| 1989   | バックマン家の人々 Parenthood                                              | ギル・バックマン               |                                            | 羽佐間道夫（VHS版、テレビ東京版）               |
| 1990   | マイ・ブルー・ヘブン My Blue Heaven                                        | ヴィニー・アントネリ           |                                            | 富山敬                                          |
| 1991   | L.A.ストーリー/恋が降る街 L.A. Story                                       | ハリス・テレマッカー           | 兼脚本・製作総指揮                         | 富山敬                                          |
| 1991   | 花嫁のパパ Father of the Bride                                             | ジョージ・バンクス             |                                            | 富山敬                                          |
| 1991   | わが街 Grand Canyon                                                        | デイヴィス                     |                                            | 羽佐間道夫                                      |
| 1992   | ハウスシッター/結婚願望 Housesitter                                        | ニュートン・デイヴィス         |                                            | 羽佐間道夫                                      |
| 1992   | 奇跡を呼ぶ男 Leap of Faith                                                 | ジョナス・ナイチンゲール       | 日本劇場未公開                             | 石塚運昇                                        |
| 1993   | 運命の瞬間/そしてエイズは蔓延した And the Band Played On                   | ブラザー                       | テレビ映画                                 | 小島敏彦                                        |
| 1994   | パパとマチルダ A Simple Twist of Fate                                      | マイケル・マッキャン           | 兼脚本・製作総指揮 日本劇場未公開          | 富山敬                                          |
| 1994   | ミックス・ナッツ/イブに逢えたら Mixed Nutts                                | フィリップ                     | 日本劇場未公開                             |                                                 |
| 1995   | 花嫁のパパ2 Father of the Bride Part II                                    | ジョージ・バンクス             |                                            | 羽佐間道夫                                      |
| 1996   | スティーブ・マーティンのSGT.ビルコ/史上最狂のギャンブル大作戦 Sgt. Bilko   | アーネスト・G・ビルコ          | 日本劇場未公開                             | 安原義人                                        |
| 1997   | スパニッシュ・プリズナー The Spanish Prisoner                              | ジミー・デル                   |                                            | 菅生隆之                                        |
| 1998   | プリンス・オブ・エジプト The Prince of Egypt                               | ホテプ                         | 声の出演                                   | 富田伊知郎                                      |
| 1999   | アウト・オブ・タウナーズ The Out-of-Towners                                | ヘンリー・クラーク             |                                            | 羽佐間道夫                                      |
| 1999   | ビッグムービー Bowfinger                                                   | ロバート・K・ボーフィンガー    | 兼脚本 日本劇場未公開                      | 菅生隆之                                        |
| 1999   | ファンタジア2000 Fantasia 2000                                             | 本人                           |                                            | 羽佐間道夫                                      |
| 2001   | ノボケイン/局部麻酔の罠 Novocaine                                          | フランク・サングスター         |                                            | 稲垣隆史                                        |
| 2003   | 女神が家にやってきた Bringing Down the House                               | ピーター・サンダーソン         |                                            | 安原義人                                        |
| 2003   | ルーニー・テューンズ:バック・イン・アクション Looney Tunes: Back in Action | ミスター・ルーサー・チェアマン |                                            | 中村秀利                                        |
| 2003   | 12人のパパ Cheaper by the Dozen                                            | トム・ベーカー                 | 日本劇場未公開                             | 屋良有作                                        |
| 2005   | Shopgirl/恋の商品価値 Shopgirl                                             | レイ・パーカー                 | 兼脚本・原作・製作 日本劇場未公開          | 屋良有作                                        |
| 2005   | 12人のパパ2 Cheaper by the Dozen 2                                         | トム・ベーカー                 | 日本劇場未公開                             | 屋良有作                                        |
| 2006   | ピンクパンサー The Pink Panther                                            | クルーゾー警部                 | 兼脚本                                     | 羽佐間道夫                                      |
| 2008   | ベイビーママ Baby Mama                                                     | バリー                         | 日本劇場未公開                             | 稲垣隆史                                        |
| 2009   | ピンクパンサー2 The Pink Panther 2                                         | クルーゾー警部                 | 兼脚本                                     | 羽佐間道夫                                      |
| 2009   | 恋するベーカリー It's Complicated                                          | アダム                         |                                            | 銀河万丈                                        |
| 2011   | ビッグ・ボーイズ しあわせの鳥を探して The Big Year                         | ステュ・プライスラー           |                                            | 土師孝也                                        |
| 2015   | ホーム 宇宙人ブーヴのゆかいな大冒険 Home                                   | スメック船長                   | 声の出演 日本劇場未公開                    | 楠見尚己                                        |
| 2015   | クーパー家の晩餐会 Love the Coopers                                        | ラグス                         | 声の出演                                   | 真田五郎                                        |
| 2016   | ビリー・リンの永遠の一日 Billy Lynn's Long Halftime Walk                   | ノーム                         |                                            | 安原義人                                        |

### テレビ
| 放映年 | 邦題 原題 | 役名                           | 備考                                                         | 吹き替え           |
| ------ | --- | ------------------------------ | ------------------------------------------------------------ | ------------------ |
| 1998   | ザ・シンプソンズ The Simpsons                                                                                             | レイ・パターソン               | 声の出演 第9シーズン第22話「スプリングフィールドのゴミ戦争」 | 青森伸             |
| 2008   | 30 ROCK/サーティー・ロック 30 Rock                                                                                        | ギャビン・ヴァルー             | 第3シーズン第4話「伝説のビジネスマン」                       | （吹き替え版なし） |
| 2016   | Maya & Marty | 本人役                         | 計3話出演                                                    | N/A                |
| 2018   | スティーヴ&マーティンの一生忘れちゃう夜 Steve Martin & Martin Short: An Evening You Will Forget For the Rest of Your Life | 本人                           | Netflix スタンドアップコメディ                               | （吹き替え版なし） |
| 2021-  | マーダーズ・イン・ビルディング Only Murders in the Building                                                               | チャールズ＝ヘイデン・サベージ | 兼企画・脚本・製作総指揮                                     | 羽佐間道夫         |

### 邦訳された著書
- 『ショップガール』スティーブ・マーチン／著、佐々田雅子／訳、集英社、2001.7